# Jennifer Kish
Pour les articles homonymes, voir Kish.

b Matchs officiels uniquement.
Jennifer Kish, née le 7 juillet 1988 à Ottawa (Canada), est une joueuse internationale canadienne de rugby à XV et internationale de rugby à sept.
Elle remporte avec l'équipe du Canada à sept la médaille de bronze du tournoi féminin des Jeux olympiques d'été de 2016 à Rio de Janeiro.

## Biographie
En 2018, elle annonce prendre sa retraite sportive.
Elle épouse en 2021 l'auteure-compositrice-interprète mohawk Shawnee Kish, lors d’une cérémonie célébrée par Rachel Notley.